# Маякский сельсовет (Минская область)
Маякский сельсовет — упразднённая административная единица на территории Слуцкого района Минской области Белоруссии. Сельсовет упразднён в 2013 году, все населённые пункты вошли в состав Гресского сельсовета.

## История
28 июня 2013 года упразднён Маякский сельсовет.

## Состав
Маякский сельсовет включал 7 населённых пунктов:
- Борки — деревня.
- Ветка — деревня.
- Клешево — деревня.
- Летковщина — агрогородок.
- Маяк — деревня.
- Мусичи — деревня.
- Шуляки — деревня.